# Aplidium solidum
Aplidium solidum är en sjöpungsart som först beskrevs av William Abbott Herdman 1899.  Aplidium solidum ingår i släktet Aplidium och familjen klumpsjöpungar. Inga underarter finns listade i Catalogue of Life.